# Kepler-12
Kepler-12 är en ensam stjärna i den södra delen av stjärnbilden Draken. Den har en skenbar magnitud av ca 13,4 och kräver ett teleskop för att kunna observeras. Baserat på parallax enligt Gaia Data Release 2 på ca 1,1 mas beräknas den befinna sig på ett avstånd på ca 2 950 ljusår (ca 900 parsek) från solen.

## Egenskaper
Kepler-12 är en gul till vit solliknande stjärna i huvudserien av spektralklass G0 V Den har en massa som är ca 1,2 solmassor, en radie som är ca 1,5 solradier och en effektiv temperatur av ca 5 900 K.
Kepler-12, även känd som KIC 11804465 i Kepler Input Catalog, är en stjärna av tidig spektraltyp G till sen spektraltyp F, vilket starkt motsvarar en solliknande dvärgstjärna som närmar sig slutet av huvudserien och är på väg att bli en röd jätte.

## Planetsystem
Den enda kända exoplaneten vid stjärnan, Kepler-12b, är en het Jupiter med en radie som är 1,7 gånger Jupiters men mindre än hälften av dess massa. Den är en transiterande planet med en omloppsperiod av ca 4 dygn.
| Planet | Massa            | Halv storaxel (AE) | Siderisk omloppstid (d) | Excentricitet | Inklination     | Radie            |
| ------ | ---------------- | ------------------ | ----------------------- | ------------- | --------------- | ---------------- |
| b      | 0,432 ± 0,051 MJ | 0,0553 ± 0,0010    | 4,4379637 ± 0,0000002   | 0             | 88,796 ± 0,074° | 1,754 ± 0,031 RJ |